# Смолянка (Мазовецьке воєводство)
Смолянка (пол. Smolanka) — село в Польщі, у гміні Збучин Седлецького повіту Мазовецького воєводства.
Населення — 236 осіб (2011).
У 1975-1998 роках село належало до Седлецького воєводства.

## Демографія
Демографічна структура станом на 31 березня 2011 року:
|          | Загалом | Допрацездатний вік | Працездатний вік | Постпрацездатний вік |
| -------- | ------- | ------------------ | ---------------- | -------------------- |
| Чоловіки | 125     | 25                 | 82               | 18                   |
| Жінки    | 111     | 28                 | 53               | 30                   |
| Разом    | 236     | 53                 | 135              | 48                   |